# ملعب بايسينتيناريو دي لا فلوريدا
ملعب بايسينتيناريو دي لا فلوريدا (بالإنجليزية: Estadio Bicentenario de La Florida)‏ هو ملعب كرة قدم يقع في لا فلوريدا، تشيلي، يتسع لـ 12,000 متفرج. هو الملعب الرسمي لفريق أوداكس إيتاليانو.

## التاريخ
افتتح الملعب في 12 نوفمبر 2008. تم تجديده في 28 يناير 2008. في تم هدم هذا الملعب. كانت تكلفة إنشاء الملعب 11,804,156,704 بيزو.

## معرض صور

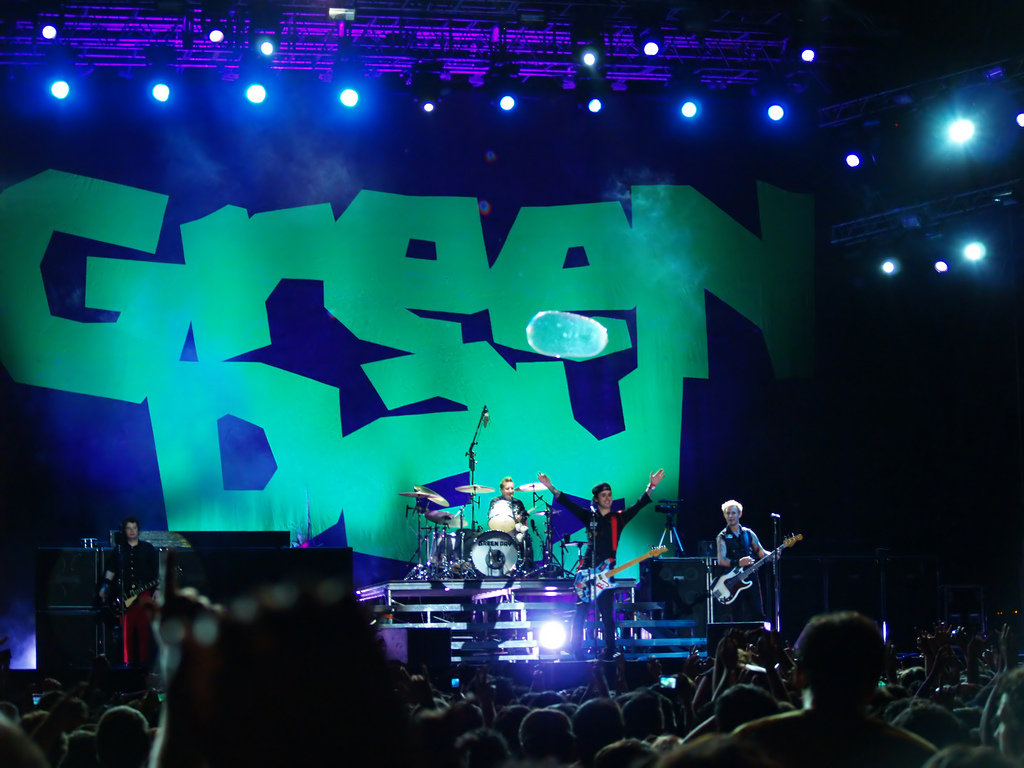
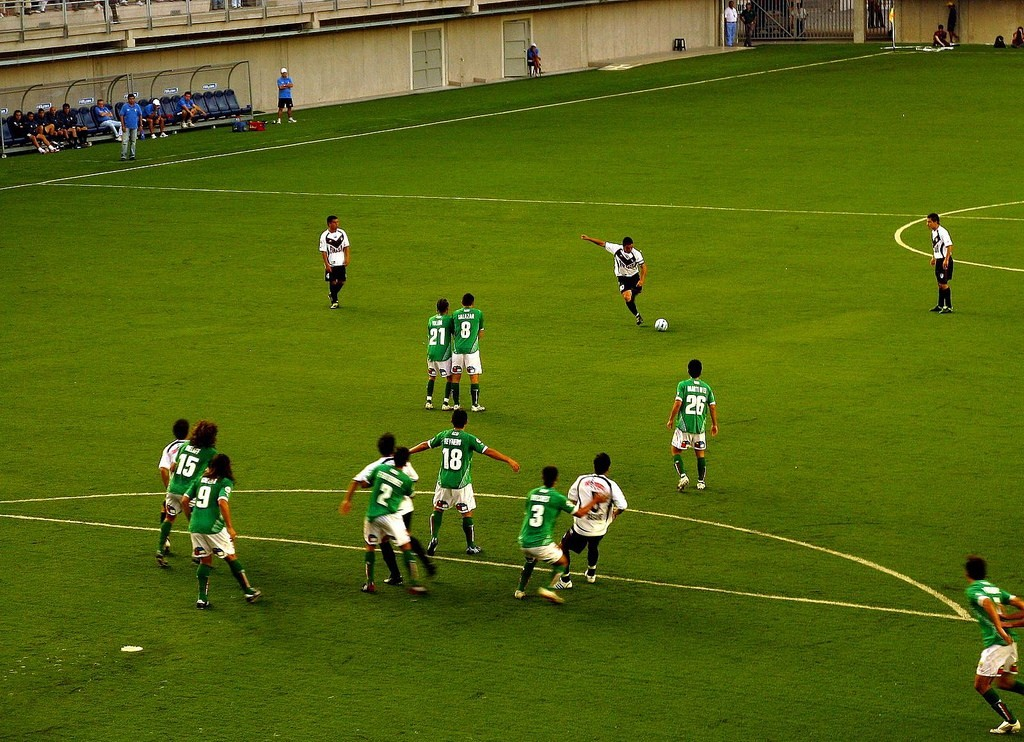
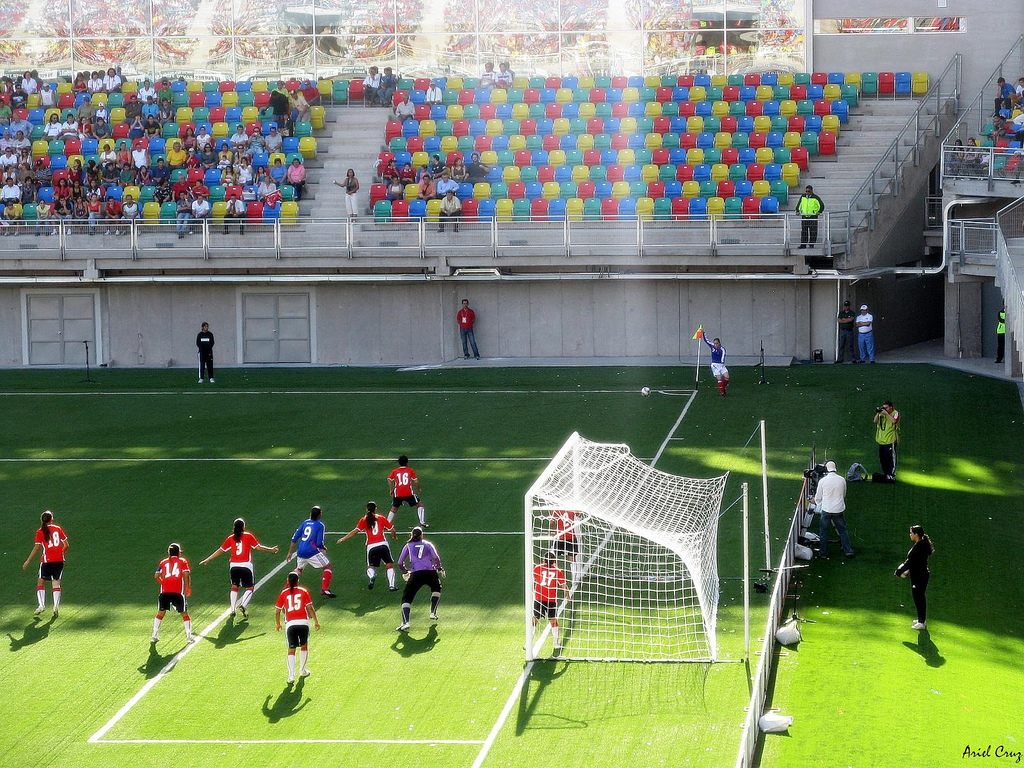
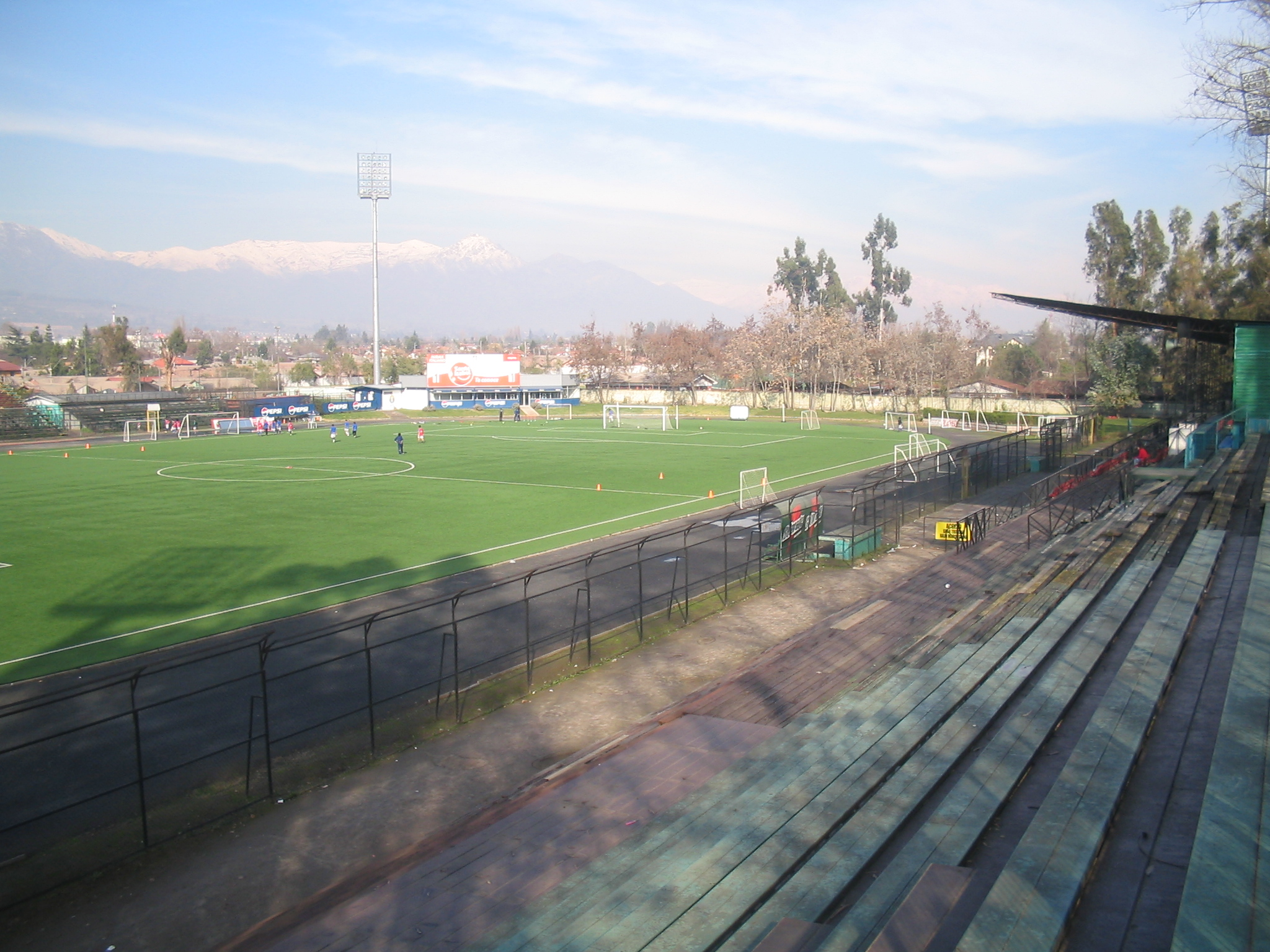